# Maurizio Randazzo
Maurizio Randazzo (* 1. März 1964 in Santa Caterina Villarmosa) ist ein ehemaliger italienischer Degenfechter.

## Erfolge
Maurizio Randazzo wurde 1989 in Denver, 1990 in Lyon und 1993 in Essen mit der Mannschaft Weltmeister. Darüber hinaus gewann er mit ihr 1985 in Barcelona Silber sowie 1986 in Sofia und 1997 in Kapstadt Bronze. Dreimal nahm er an Olympischen Spielen teil: 1992 schloss er die Olympischen Spiele in Barcelona auf Rang 15 im Einzel und Rang fünf im Mannschaftswettbewerb ab. Bei den Olympischen Spielen 1996 in Atlanta wurde er 18. im Einzel, wohingegen er mit der Mannschaft das Finale erreichte, das Italien mit 45:43 gegen Russland gewann. Neben Randazzo wurden Sandro Cuomo und Angelo Mazzoni Olympiasieger. Diesen Erfolg konnte Randazzo bei den darauffolgenden Spielen im Jahr 2000 in Sydney wiederholen, als er mit Paolo Milanoli, Angelo Mazzoni und Alfredo Rota erneut Gold gewann. Die Italiener gewannen die Finalpartie mit 39:38 gegen Frankreich.
2000 wurde Randazzo zum Commendatore des Verdienstordens der Italienischen Republik ernannt.